# Kszetrapala
Kszetrapala (sanskryt: „strażnik pola”) – w ludowym hinduizmie ogólna nazwa bóstw opiekuńczych pól uprawnych. Zazwyczaj wizerunki umieszczane nawiązują do formy Bhajrawa, czyli groźnej manifestacji Śiwy.